# Дібровенко Микола Федотович
Микола Федотович Дібро́венко (нар. 19 грудня 1901, Кавунівка — пом. 25 червня 1988, Київ) — український радянський театрознавець; кандидат мистецтвознавства з 1950 року.

## Біографія
Народився 6 [19] грудня 1901 року в селі Кавунівці (нині Звенигородський район Черкаської області, Україна). 1930 року закінчив Харківський університет.
Упродовж 1947—1962 років працював у Києві молодшим науковим співробітником, старшим науковим співробітником відділу театрознавства Інституту мистецтвознавства, фольклору та етнографії АН УРСР. Помер у Києві 25 червня 1988 року.

## Роботи
Автор книг:
- «Карпо Соленик» (Київ, 1950);
- «Г. П. Затиркевич-Карпинська» (Київ, 1956).

Написав розділи «Кріпацький театр», «Трупа Котляревського і Щепкіна» (у співавторстві) у колективній праці «Український драматичний театр. Дореволюційний період» (том 1, 1967); писав статті з історії українського театру 19 — початку 20 століть у наукових збірниках та журналах.